# Oscar Meijerberg
Fredrik Rudolf Oscar Meijerberg, född 13 februari 1820 i Brunflo socken i Jämtland, död 25 juni 1849, var en svensk amatörmusiker.
Meijerberg blev student vid Uppsala universitet 1839 och filosofie magister 1848. Han var anförare för Uppsala studentkårs allmänna sångförening från vårterminen 1845. Meijerberg led av tuberkulos och sångarna anordnade våren 1849 en konsert för att anskaffa medel till medicinsk hjälp, men han avled strax efteråt.
Meijerberg levererade uppteckningar av folkmusik från Jämtland till Richard Dybeck.